# White Horse (whisky)
White Horse Scotch Whisky é um whisky escocês misturado de Edimburgo, produzido pela primeira vez por James Logan Mackie em 1861. Em 2006, o White Horse ganhou o título de whisky misturado do ano na Murray's 2007 Whisky Bible.

## Composição
White Horse é um whisky misturado, ao contrário do estilo de single malte. É particularmente conhecido por seu uso do Lagavulin.

## História
Durante a 2ª Guerra Mundial, o uísque White Horse foi fornecido às tripulações do 467º Grupo de Bombardeio durante os debriefings da missão. O técnico do New York Yankee Joe McCarthy favoreceu a marca White Horse de scotch. Quando ele bebia em excesso, dizia-se que estava "cavalgando o cavalo branco". Outros whiskys vindos do estábulo White Horse incluem "Logan".

## Cultura popular
- O White Horse é destaque em Breast and Eggs: A Novel (2020), de Mieko Kawakami, como a principal atração do "All You Can Drink Especial" no Chanel Bar, em Tóquio.
- White Horse é a marca de uísque preferida pelo personagem Minnesota Fats, de Jackie Gleason, em The Hustler (1961).
- Em sua canção "Beeswing", o músico inglês Richard Thompson canta sobre uma mulher que viaja com "White Horse no bolso da cintura e um cão de caça aos pés".
- No final dos anos 1960 e início dos anos 1970, o slogan publicitário do White Horse Whisky era "você pode levar um White Horse para qualquer lugar", acompanhado por um cavalo branco em vários ambientes, como uma festa no jardim.[6]
- No romance de Agatha Christie The ABC Murders, uma carta enviada a Poirot é endereçada a White Horse Mansions, em vez de White Haven Mansions, seu endereço correto. Os personagens especulam que o remetente estava bebendo White Horse enquanto o digitava.
- No romance Revolutionary Road, de Richard Yates, em 1961, um pequeno cavalo modelo tirado de uma garrafa de uísque White Horse e dado a ela por seu pai serve como um importante símbolo de nostalgia, amor e esperança por April Wheeler.